# 振媛

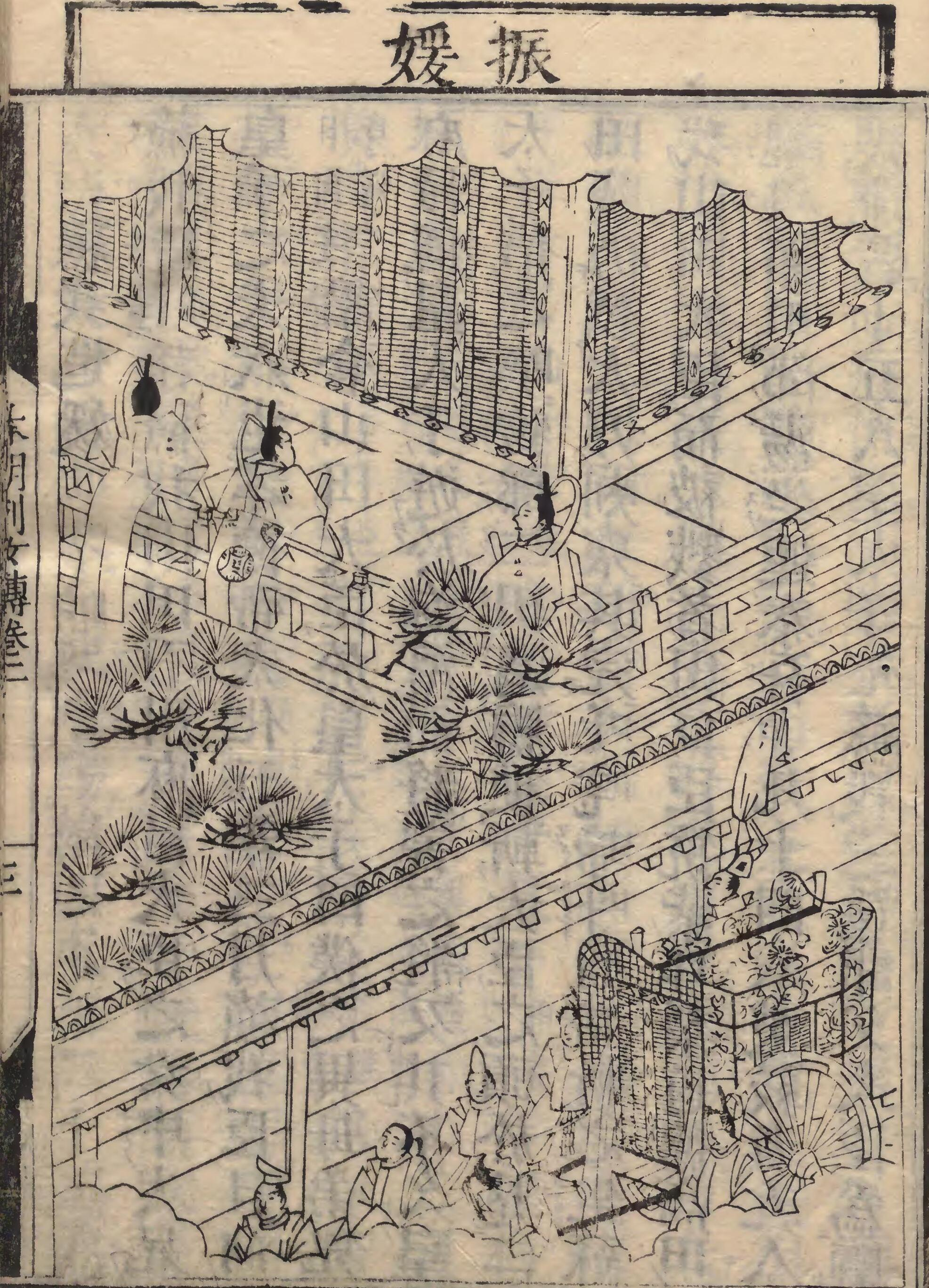
全像本朝古今列女伝

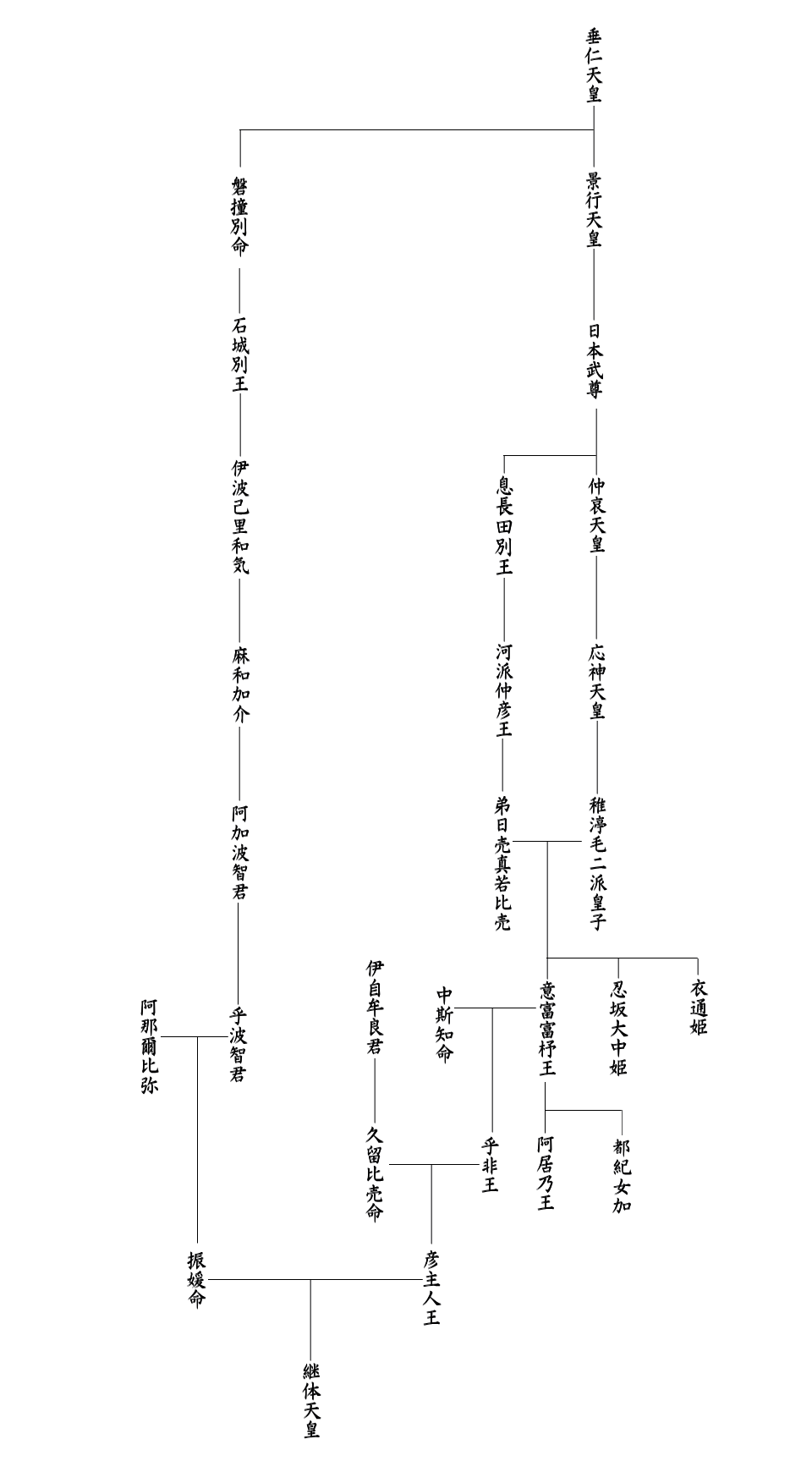
継体天皇関係系図

振媛（ふるひめ/ふりひめ、生没年不詳）は、古墳時代（5世紀頃）の女性。『上宮記』逸文では布利比弥とも表記する。継体天皇の生母である。

## 概要
『日本書紀』巻十七によると、振媛は垂仁天皇の7世子孫とあり、美人であったようである。それを応神天皇（垂仁天皇の玄孫）の玄孫である彦主人王が、近江国の高嶋郡の三尾の別業（なりどころ＝別邸）（現在の滋賀県高島市の安曇川町三尾里から旧高島町域拝戸・明神崎付近）から使いを寄越して、越前国三国の坂中井（さかない）（現在の福井県坂井市の旧三国町域）に迎えて、妃とした。その後、男大迹王（おおどおう、のちの継体天皇）を産むが、男大迹王が幼年のうちに夫の彦主人王が薨去してしまった。
これと同じ内容の文面が、『釈日本紀』巻十三所引の「上宮記」逸文の系譜にも見える。それによると、「自分が一人親族のいない国で、ただ一人で養育するのは難しい」と言い、「祖（みおや）」である三国命の坐す「多加牟久（たかむく）の村」に帰って男大迹王を育てたとある。
以後の振媛の動静は不明である。男大迹王は三国で育ち、「壮大（おとこさかり）にして士（ひと）を愛で、賢（さかしき）を礼（いやま）ひたまひて、意（みこころ）豁如（ゆたか）にまします」といった立派な男性に成長し、58歳の時に迎えられて天皇になった。

## 『上宮記』における振媛の系図
『上宮記』逸文の伊久牟尼利比古大王以下は、布利比弥（振媛）の系譜を示したものである。
伊久牟尼利比古は「イクムネリヒコ」と訓むことができるが、これが垂仁天皇を指すことは、その名からも、また振媛がその7世孫であるとの『日本書紀』の伝えからも確認される。したがって、その子・伊波都久和希は垂仁天皇の皇子・磐衝別命であると考えられる。『古事記』の垂仁記によれば、石衝別命は羽咋君・三尾君の祖とあり、また、『先代旧事本紀』には加我国造の祖とあり、『新撰姓氏録』には羽咋公の祖と見える。羽咋は能登の郡名であり、三尾は近江国高島郡の地名で、彦主人王の別業のあったところでもある。加我は加賀で後の加賀国加賀郡に当たると考えられる。
『上宮記』でさらにその子と伝える伊波智和希については確かな傍証に乏しいが、『先代旧事本紀』に「羽咋国造泊瀬朝倉朝御世、三尾君祖石撞別命児石城別王、定賜国造」とある石撞別命が先の伊波都久和希と同じならば、その子石城別王は今問題にしている伊波智和希と同一人名ではないかとの疑問がもたれるし、景行紀に見える磐城別命も同じではないかと考えられる。「イハチ」と「イハキ」とでは完全に同一ではないが、そう見るべき可能性は大きいと考えられる。
さらに、石衝別命の子・石城別王（伊波智和希か）については、『先代旧事本紀』に羽咋国造の祖とあり、『古事記』景行紀に三尾氏の祖とみえる。いずれにせよ、石衝別命・石城別王父子の系統は、近江から越前（加賀）・能登の地方に分布するに至ったことがこれらの史料から推測され、振媛が三国の豪族の出身であるという伝承は、この点からみれば、自然であると言える。
以下は都奴牟斯まで他に全く傍証がないから、これを判断・評価するのは難しい。ただし、はじめの4代は和希・和気（別）を称し、後の3代は君を称していることは、時代の大勢からみれば、このような変化は肯定できるものである。
振媛の母の姓余奴臣については、余奴を何と訓むかが問題であるが、「ヨヌ」「ヨノ」などの訓がまず考えられる。「ヨヌ」「ヨノ」は伊賀国伊賀郡余野郷の地名に最も近く、この地方の豪族である可能性がある。しかし、伊賀に「ヨノの臣」のあることは他に史料がないばかりか、伊賀郡には伊賀臣が存在しており、他氏の勢力は介在しえない土地柄のようであった。そのため、これを「エヌ」と訓み、江沼（江淳）のこととすれば、越前国（後の加賀国）江沼郡の豪族で、国造や大領に任じられた江沼臣であるとみることができる。

## 信仰
若越小誌に小山村の飯降山の頂上に繼體天皇の御母振媛が祀られていると書かれている。